# Gujō
Gujō è una città giapponese della prefettura di Gifu.